# The Alamo (pel·lícula de 2004)

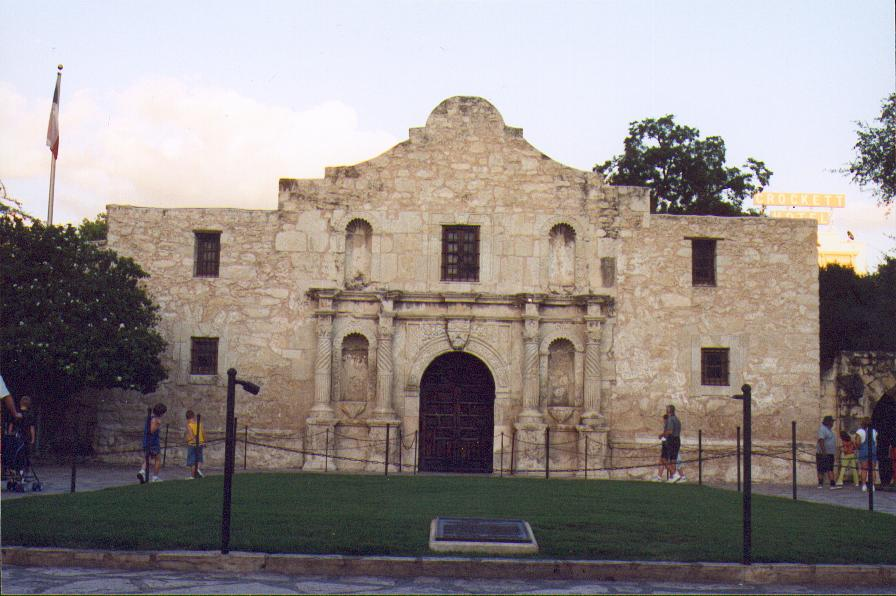
El Fort Alamo.

The Alamo és un western estatunidenc de 2004 dirigit per John Lee Hancock.

## Argument
Aquesta obra s'inspira en el setge de Fort Alamo, durant el qual 187 estatunidencs van lluitar per a la independència de Texas, llavors territori mexicà, i comptant amb Davy Crockett i Jim Bowie, van ser massacrats per les tropes regulars del general Santa Anna.
La pel·lícula acaba amb la victòria texana a la batalla de San Jacinto, obrint la via a la independència del país.

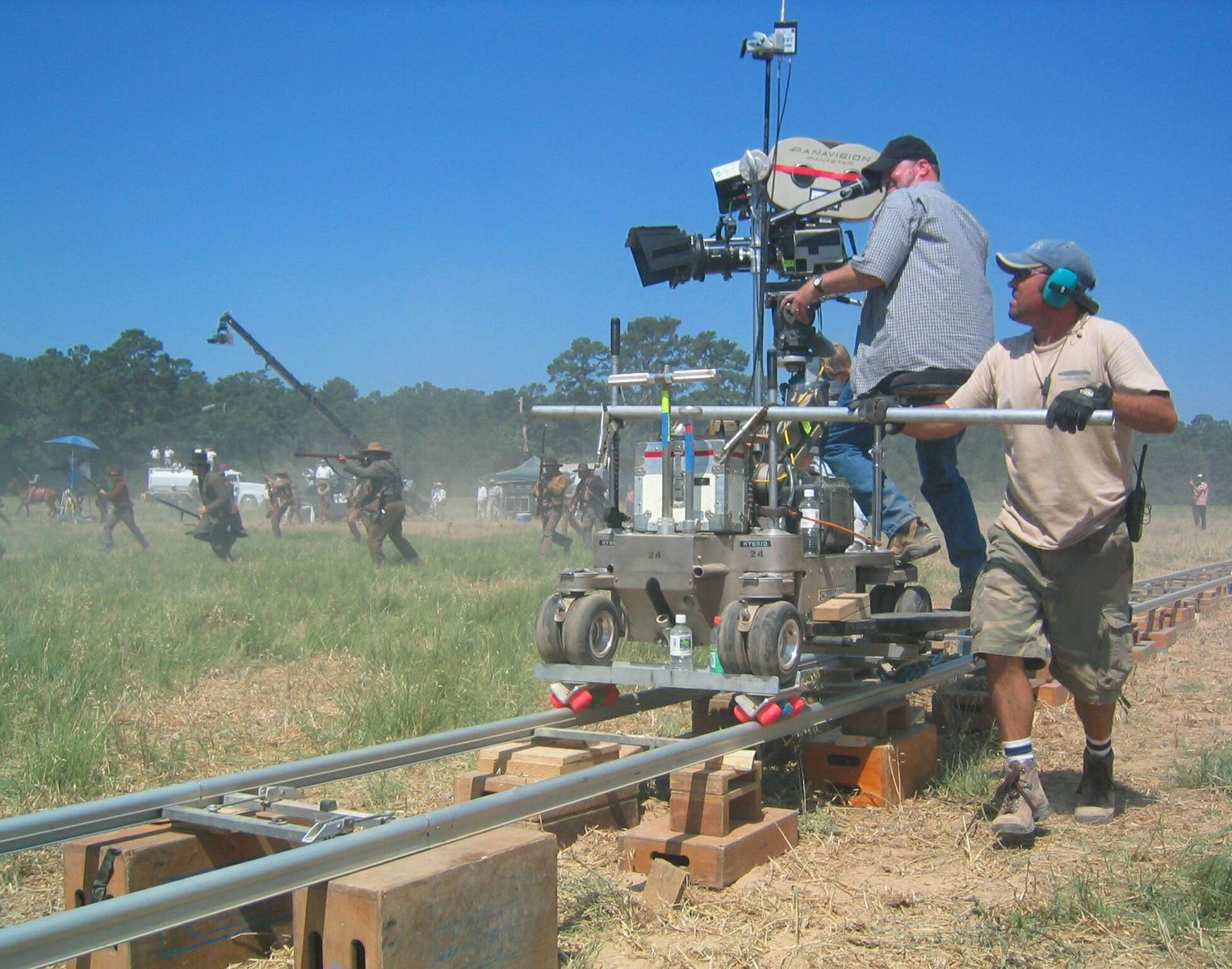
Presa de vistes durant el rodatge de The Alamo.

## Repartiment
- Dennis Quaid: Samuel Houston
- Billy Bob Thornton: Davy Crockett
- Jason Patric: James Bowie
- Emilio Echevarria: Antonio López de Santa Anna
- Jordi Mollà: Juan Seguín

## Crítica
- "En certa manera el film té èxit en agafar aquestes icones com Davy Crocket i Jim Bowie i donar-los forma humana"[1]
- Una refrescant revisió en el sentit que llança una mica de llum sobre les vides confuses i les circumstàncies equívoques que envoltaven alguns dels participants claus"[2]